# Brenna (Lombardia)
Brenna (lombardul: Brèna) település Olaszországban, Lombardia régióban, Como megyében. Lakosainak száma 2180 fő (2023. január 1.). Brenna Cantù, Carugo, Inverigo, Mariano Comense és Alzate Brianza községekkel határos.

## Népesség
A település népességének változása:
| Lakosok száma | 2137 | 2151 | 2180 |
|               | 2017 | 2018 | 2023 |